# Minimum Enroute Altitude
Il Minimum Enroute Altitude (MEA) è l'altitudine che lungo le rotte (aerovie) e le procedure di decollo e atterraggio (SIDs e STARs), garantisce una separazione di 1000 ft dagli ostacoli nel raggio di 5NM dalla linea di mezzeria della rotta indicata.

## Descrizione
L'ICAO ha stabilito i criteri da adottare per calcolare la MEA. Ogni stato ha l'obbligo di pubblicare la MEA calcolata per i vari tratti delle rotte. La MEA viene determinata, sulla base dei valori minimi di pressione atmosferica (QNH) registrati nelle zone interessate (Italia 960HPa).
La MEA è una altitudine e come tale si riferisce al valore di pressione definito QNH. Se il riferimento è preso sulla SPS (Standard Pressure Setting 1013,25HPa) si parla di MEL Minimum Enroute Level. La MEA, espressa in piedi, è da considerarsi come l'altezza sotto la quale un pilota che segua una determinata rotta, non può scendere, salvo alcuni casi, per mantenere una adeguata separazione dagli ostacoli presenti al suolo. La separazione garantita è di 1000FT nei terreni pianeggianti e viene aumentata a 2000FT nei terreni montuosi. Le rotte ATS (aerovia, SID, STAR) inoltre, presentano una area primaria e una secondaria. La primaria va dalla linea di mezzeria dell'aerovia e si estende per 2,5NM a destra e a sinistra, per un totale di 5NM. Entro questo spazio è assicurata la separazione minima. Vi sono poi due aree secondarie, poste ai margini della primaria (come una culla) in cui la separazione va via via diminuendo fino ad arrivare a 0FT ai margini delle aree secondarie.
Un pilota può scendere al di sotto della MEA pubblicata sulle carte solo quando:
- in avvicinamento, sia in contatto visivo con il suolo, può mantenerlo durante tutta la manovra e provvede autonomamente alla separazione dagli ostacoli
- quando è sotto vettoramento da parte di un controllore provvisto di radar (il controllo radar ha delle quote minime di separazione inferiori rispetto a quelle pubblicate per i piloti).